# 南非政治
南非共和國（英語：Republic of South Africa）是一個單一制的議會民主共和國。南非總統兼任國家元首和政府首腦；總統由國民議會（南非議會下議院）選舉產生，並且其必須保持議會的信任才可以繼續執政。同時，南非人還要選舉管理該國九個省的省級立法機關。
南非自1994年結束種族隔離之後，非洲人國民大會（非國大）一直主導著南非的政壇。非國大不僅是全國立法機構——南非議會的執政黨，同時還在九個省級立法機關中的八個執政（僅西開普省由民主聯盟執政）。非國大在2019年大選贏得57.50%的選票，而在2021年市議會的直接選舉中獲得45.59%的選票支持。非國大在南非政壇的主要對手是由約翰·斯汀霍森所領導的民主聯盟，他們在2019年大選中拿下了20.77%的選票。除此之外，南非政壇其他主要政黨還有左翼政黨經濟自由鬥士和主要獲祖魯族選民支持的因卡塔自由黨等。以前占主導地位的新國民黨通過其前身國民黨在南非開啟和結束了種族隔離；該黨最後於2005年解散並與非國大合併。雅各布·朱瑪曾於2009年5月9日起擔任南非總統，直至他在2018年2月14日被其所屬政黨非國大強迫而辭職。隨後，其副手西里爾·拉馬福薩繼任成為代理總統。而在2019年大選中，西里爾·拉馬福薩成功留任。
經濟學人信息社在2019年評價南非為“部分民主”， 而另一些人則認為南非是一個功能失調國家的代表。

## 歷史
1910年5月31日，開普殖民地、納塔爾殖民地、德蘭士瓦殖民地和奧蘭治河殖民地合併成為一個名為南非聯邦的國家。南非聯邦採用了以英國政治制度為基礎的治理體系。英國君主是南非聯邦的禮儀性國家元首，並由南非總督代表。國家的政治權力被真正掌握在南非總理及內閣手裡。這一制度的基本理念，如三權政府和強勢議會在今天的南非依然有效。
1926年11月25日，《貝爾福宣言》在1926年帝國會議上獲得通過。該文件是的包括南非聯邦在內的各大英帝國自治領與英國擁有相同的平等地位；實際上，這使得南非聯邦成為大英帝國名下的擁有自治地位的自治領。而在《威斯敏斯特法令》通過後，南非聯邦正式獲得獨立地位。它為南非議會賦予了無需經由英國國會批准即可為南非聯邦立法的權力。
1948年，南非的國民黨採取了一向名為“種族隔離”的制度性隔離種族的政策。有色人種——尤其是大多數黑人——被剝奪了他們所擁有的少數權利。種族分類和歧視被用來分配經濟資源和控制政治權力。白人——尤其是阿非利卡人——控制著政治體系。南非所有省份的黑人都被剝奪了權利。
1961年，南非改行共和制。由少數人口通過民選代表選舉產生的國家總統取代英國君主成為國家元首。1970年，隨著《家園公民法》的通過。它為非洲黑人在保留原住民制度的基礎上，建立一個表面獨立的黑人國家制度。許多黑人被剝奪了南非公民的身份，轉而成為他們部落班圖斯坦的公民。這些班圖斯坦沒有得到國際上大多數國家的承認，同時他們在內政上的獨立控制程度也有限。
非洲人國民大會領導了反對這場種族隔離政策的運動。經過激烈的國內鬥爭和國際壓力，時任國家總統法雷迪·威廉·戴克拉克宣佈廢除和放鬆了許多種族隔離法規。而通過非國大、因卡塔自由黨、國民黨和其他組織的談判，種族隔離政策被正式廢除，《臨時憲法》得到了通過。班圖斯坦被廢除並重新融入南非，而班圖斯坦公民也再次獲得了南非的公民權。
根據《臨時憲法》建立的民族團結政府在表面上一直有效，直至1999年的全國大選。最初組成民族團結政府的政黨——非洲人國民大會、國民黨和因卡塔自由黨——共享行政權力，1996年6月30日，國民黨退出民族團結政府並成為反對黨的一部分。
《臨時憲法》所確立的多種族平等、多數民主及少數族裔權利等原則都被轉換為於1996年確立並在目前仍在執行的最終版《南非憲法》。同時，它還規定了國家架構，確保了基本人權，建立了問責機制，並在中央政府、省級政府與地方政府之間劃分了立法與行政權力。

## 政府
南非是一個多黨制議會代議民主制共和國，南非總統由國會選舉產生並為政府首腦。南非政府分為三個分支。
行政機關由總統和內閣組成。總統由國會選舉產生，任期五年；總統最多只能連任兩屆。按照慣例，這個職位由國民議會中最大政黨的領導人擔任。總統任命其他國民議會議員為部長並成為內閣成員；部長們監督政府的各個行政部門。內閣制定和執行政策，並且大多數立法提案都來自內閣。總統和內閣成員對國民議會負責；它有權通過不信任動議將他們免職，並有權通過口頭或書面要求答復國會議員的問題來追究他們的責任。
立法機關由國會組成；國會由兩院組成——上議院為全國省級事務委員會（省務院）；而下議院則為國民議會。在南非的政治實踐中，國民議會是目前權力最大的議院。它控制著政府的組成，大多數立法提案都需要獲得批准才能成為法律。省務院為南非的九個省提供平等的代表權，影響南非各省和文化社區的法律需要其批准。國民議會由政黨比例代表選舉產生，而省務院則由各省的立法機構選舉產生。
司法機關由法院組成，它解釋和執行法律。負責憲法事務的最高法院是憲法法院，它有權廢除與憲法相衝突的法律。最高上訴法院是審理非憲法類案件的最高法院。高等法院是具有上訴權的一般管轄權法院；它被劃為多個部分，每部分對相應的區域具有司法權威性。治安法院是南非的初審法院。此外，還有專門的法院和審判庭，其權力相當於最高上訴法院。

## 憲法

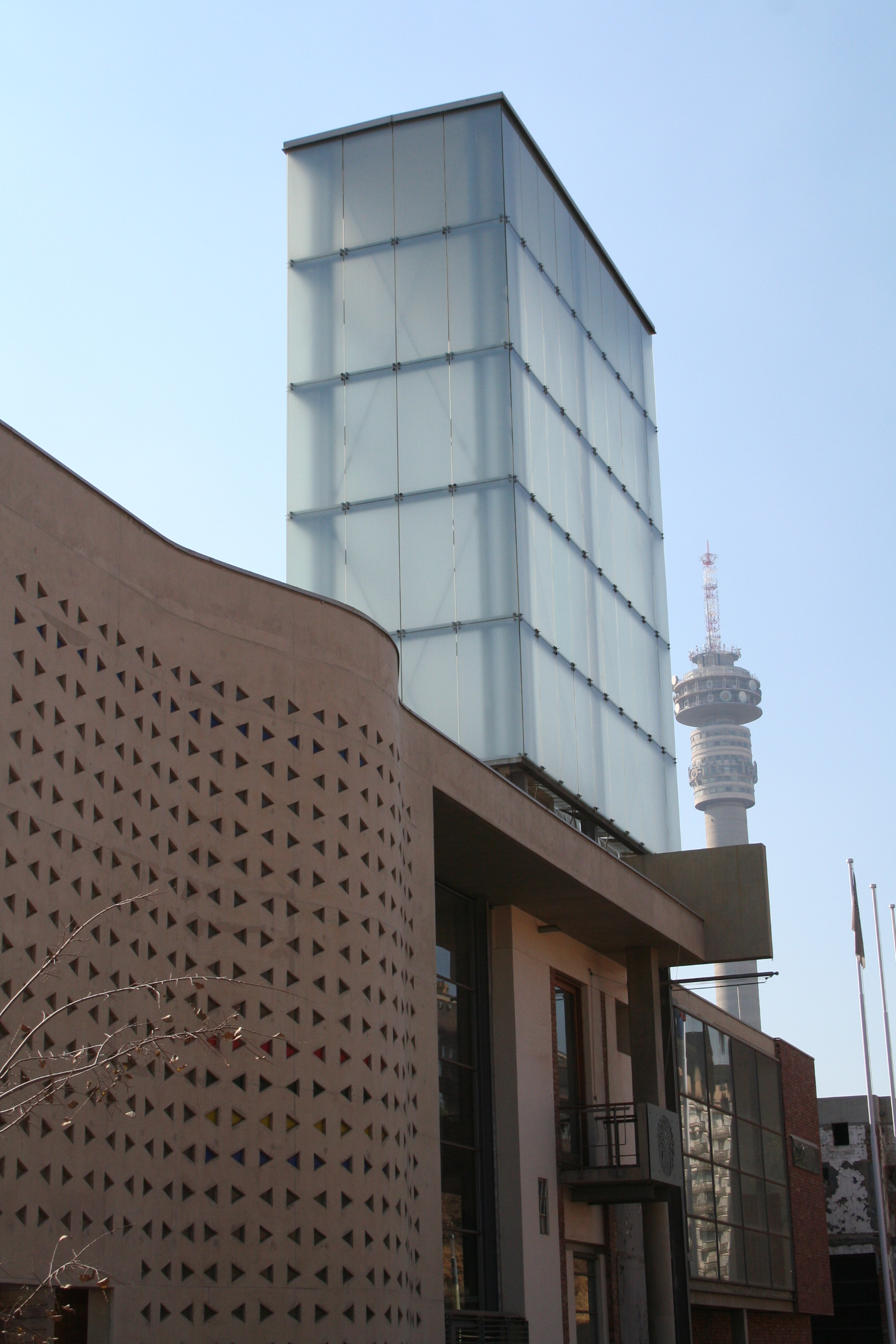
憲法法院位於約翰內斯堡的憲法山。它是憲法的最終仲裁者，其判決對南非所有法院都有約束力。

1994年大選後，南非依據《臨時憲法》進行治理，該憲法要求制憲議會在1996年5月9日之前起草並批准永久憲法。現行憲法於1996年通過，並由時任總統納爾遜·曼德拉於1997年頒布。《南非憲法》是南非的最高法律，其餘南非法律都不得與之相抵觸。《南非憲法》除了規定政府三大分支的機構組成及全體南非人民的基本人權外，還規定了公共資金的管理及省的邊界和組織，同時還授權成立憲法九章機構對政府責任進行追究。

## 政黨
南非大選每五年舉行一次；而首次不分種族的全民大選於1994年舉行。隨後，1999年、2004年、2009年、2014年分別舉行了接下來四次全種族大選；而最近的一次全種族大選於2019年舉行。在2008年之前，由於2002年所頒布的極具爭議的黨派變更立法修正案，使得南非當選官員可以在兩次大選間隔的窗口期內在保留自己議員席位的同時變更自己所屬政黨。
2019年大選後，非洲人國民大會失去了其在立法機關的三分之二絕對多數席位，同時也失去了單方面修改憲法的權力。
由於南非工會大會與南非共產黨同非洲人國民大會結成政治聯盟（即“三方聯盟”），因此它們不會單獨參選。
| 政黨名稱                 | 政黨名稱                 | 得票數     | 得票率 （%） | +/-    | 議員席數 | +/-    |
| ------------------------ | ------------------------ | ---------- | ------------ | ------ | -------- | ------ |
|                          | 非洲人國民大會           | 10,026,475 | 57.50        | ▼4.65  | 230      | ▼19    |
|                          | 民主聯盟                 | 3,622,531  | 20.77        | ▼1.36  | 84       | ▼05    |
|                          | 經濟自由鬥士             | 1,882,480  | 10.80        | ▲4.45  | 44       | ▲19    |
|                          | 因卡塔自由黨             | 588,839    | 3.38         | ▲0.98  | 14       | ▲4     |
|                          | 自由陣線＋               | 414,864    | 2.38         | ▲1.48  | 10       | ▲6     |
|                          | 非洲基督教民主黨         | 146,262    | 0.84         | ▲0.27  | 4        | ▲1     |
|                          | 聯合民主運動             | 78,030     | 0.45         | ▼0.55  | 2        | ▼2     |
|                          | 非洲轉型運動             | 76,830     | 0.44         | 新參選 | 2        | 新參選 |
|                          | 好黨                     | 70,408     | 0.40         | 新參選 | 2        | 新參選 |
|                          | 國民自由黨               | 61,220     | 0.35         | ▼1.22  | 2        | ▼4     |
|                          | 非洲獨立大會             | 48,107     | 0.28         | ▼0.25  | 2        | ▼1     |
|                          | 人民大會                 | 47,461     | 0.27         | ▼0.40  | 2        | ▼1     |
|                          | 阿扎尼亞泛非主義者大會   | 32,677     | 0.19         | ▼0.02  | 1        | ━ 0    |
|                          | 聖會黨                   | 31,468     | 0.18         | ▲0.04  | 1        | ▲1     |
|                          | 非洲安全大會             | 26,262     | 0.15         | 新參選 | 0        | 新參選 |
|                          | 社會主義革命工人黨       | 24,439     | 0.14         | 新參選 | 0        | 新參選 |
|                          | 黑人優先土地優先         | 19,796     | 0.11         | 新參選 | 0        | 新參選 |
|                          | 非洲人民會議             | 19,593     | 0.11         | ▼0.06  | 0        | ▼1     |
|                          | 阿非利卡社會民主聯盟     | 18,834     | 0.11         | 新參選 | 0        | 新參選 |
|                          | 南非資本主義黨           | 15,915     | 0.09         | 新參選 | 0        | 新參選 |
|                          | 全民轉型聯盟             | 14,266     | 0.08         | 新參選 | 0        | 新參選 |
|                          | 建設南非                 | 13,856     | 0.08         | ▼0.20  | 0        | ▼2     |
|                          | 阿扎尼亞人民組織         | 12,823     | 0.07         | ▼0.04  | 0        | ━ 0    |
|                          | 南非獨立公民組織         | 12,386     | 0.07         | ▼0.01  | 0        | ━ 0    |
|                          | 少數民族陣線             | 11,961     | 0.07         | ▼0.05  | 0        | ━ 0    |
|                          | 民主自由大會             | 10,660     | 0.06         | 新參選 | 0        | 新參選 |
|                          | 更好居民協會             | 9,179      | 0.05         | ▼0.03  | 0        | ━ 0    |
|                          | 服務提供論壇             | 7,564      | 0.04         | 新參選 | 0        | 新參選 |
|                          | 國民陣線                 | 7,144      | 0.04         | ▲0.01  | 0        | ━ 0    |
|                          | 土地黨                   | 7,074      | 0.04         | 新參選 | 0        | 新參選 |
|                          | 非洲協約                 | 7,019      | 0.04         | 新參選 | 0        | 新參選 |
|                          | 愛國聯盟                 | 6,660      | 0.04         | ▼0.03  | 0        | ━ 0    |
|                          | 非洲民主變革             | 6,499      | 0.04         | 新參選 | 0        | 新參選 |
|                          | 經濟解放論壇             | 6,321      | 0.04         | 新參選 | 0        | 新參選 |
|                          | 婦女前進                 | 6,108      | 0.04         | 新參選 | 0        | 新參選 |
|                          | 基督教政治運動           | 4,980      | 0.03         | 新參選 | 0        | 新參選 |
|                          | 非洲滿足運動             | 4,841      | 0.03         | 新參選 | 0        | 新參選 |
|                          | 國際啟示大會             | 4,247      | 0.02         | 新參選 | 0        | 新參選 |
|                          | 全國人民陣線             | 4,019      | 0.02         | 新參選 | 0        | 新參選 |
|                          | 非洲復興統一黨           | 3,860      | 0.02         | 新參選 | 0        | 新參選 |
|                          | 非洲民主主義者大會       | 3,768      | 0.02         | 新參選 | 0        | 新參選 |
|                          | 南非全國傳統當局大會     | 3,714      | 0.02         | 新參選 | 0        | 新參選 |
|                          | 南非同胞                 | 3,406      | 0.02         | 新參選 | 0        | 新參選 |
|                          | 人民革命運動             | 2,844      | 0.02         | 新參選 | 0        | 新參選 |
|                          | 非洲人團結力量           | 2,685      | 0.02         | 新參選 | 0        | 新參選 |
|                          | 自由民主者               | 2,580      | 0.01         | 新參選 | 0        | 新參選 |
|                          | 南非撫養與遺產受益人協會 | 2,445      | 0.01         | 新參選 | 0        | 新參選 |
|                          | 全國人民大使             | 1,979      | 0.01         | 新參選 | 0        | 新參選 |
| 合計                     | 合計                     | 17,437,379 | 100.00       | —      | 400      | 0      |
|                          |                          |            |              |        |          |        |
| 有效票                   | 有效票                   | 17,437,379 | 98.67        |        |          |        |
| 無效票 / 空白票          | 無效票 / 空白票          | 235,472    | 1.33         |        |          |        |
| 總計選票                 | 總計選票                 | 17,672,851 | 100.00       |        |          |        |
| 註冊選民 / 投票率        | 註冊選民 / 投票率        | 26,756,649 | 66.05        |        |          |        |
| 數據來源：南非選舉委員會 |                          |            |              |        |          |        |

## 人權狀況
《南非憲法》中的權利法案章節對南非公民提供了廣泛的人權保障，這包括法律之前人人平等和禁止歧視；對生命權、隱私權、財產權、人身自由及安全權的保護；禁止奴役和強迫勞動；捍衛言論、宗教、集會和結社自由等。同時，權利法案還列舉了犯罪嫌疑人的合法權利。此外，它還包括對食物、水、教育、醫療保健和社會福利的廣泛保障。憲法規定了獨立和公正的司法機關；在實踐中，這些規定得到尊重。
公民享有安全環境、住房、教育和醫療保健的權利包含在權利法案中，被稱為次要憲法權利。2003年，次要憲法權利被HIV/AIDS激進組織“治療行動運動”用作迫使政府改變其衛生政策的一種手段。
暴力犯罪，包括對婦女和兒童的暴力以及有組織的犯罪活動處於高水平，令人嚴重關切。而這導致的部分結果是，有時會發生自衛行動和暴民正義。
一些警察被指控過度使用武力和虐待在押嫌疑人；因此，在警察拘留期間而導致死亡的人數仍然是一個問題。1997年4月，政府成立了獨立投訴局，負責調查警察拘留期間的死亡和警察行動造成的死亡事件。
儘管總體上有所改善，但對婦女的一些歧視仍在繼續，對對愛滋病人的歧視已成為一個嚴重的問題。

## 知名政客
自廢除種族隔離制度以來，原班圖斯坦或原住家園的領導人們都在南非政界發揮了作用。
從1976年到1994年期間，曼戈蘇圖·布特萊奇一直擔任夸祖魯班圖斯坦的首席部長。而在後種族隔離時代的南非，他曾擔任過因卡塔自由黨的主席；同時，他還出任過曼德拉內閣的部長，而在曼德拉在海外無法履職時，他甚至還出任過南非的代理總統。
班圖·霍羅米薩自1987年起就開始擔任特蘭斯凱原住家園的將軍。隨著種族隔離制度的廢除，他在1997年組建聯合民主運動並擔任黨主席至今。他現在依然還是國會議員。
康斯坦德·維爾容將軍曾任南非國防軍負責人。1994年，作為阿非利卡人民陣線的領導人，他曾經派遣1,500名民兵武裝支持盧卡斯·曼戈佩政府並反對取消博普塔茨瓦納的原住家園地位。 在這次事件後，維爾容將軍退出了阿非利卡人民陣線並與他人聯合組建了自由陣線。2001年，維爾容將軍辭去自由陣線黨主席職位並退出南非政壇。2020年，維爾容將軍去世，享年86歲。

### 腳註
1. ↑  . 經濟學人信息社.   [2022-10-31]. （原始内容存档于2022-11-08）.
2. ↑  Wynand N Greffrath. . Academia.   [2022-10-31]. （原始内容存档于2022-10-31）.
3. ↑  Patti Waldmeir.  2nd Edition. Rutgers University Press. 1998: 232. ISBN 9780813525822.
4. ↑  Pieter du Toit. . 新聞24. 2020-04-03  [2022-11-01]. （原始内容存档于2023-01-06）.

### 文獻
- 1996年南非共和國憲法 （页面存档备份，存于）（南非現行憲法）
- 1909年南非法案
- 1931年威斯敏斯特法規
- 1926年貝爾福宣言 （页面存档备份，存于）
- 1970年班圖家園公民法 （页面存档备份，存于）
- 1993年南非共和國憲法 （页面存档备份，存于）（南非臨時憲法）
- 1934年聯邦地位法

## 延伸閱讀
- Adam Habib. . Wits University Press. 2013. ISBN 9781868146086.

- Martin Plaut; Paul Holden. . Biteback. 2012. ISBN 9781849544085.

- Heather Thuynsma. . Africa Institute of South Africa. 2017. ISBN 9780798305143.

## 外部連接
- 南非政府官方網站 （页面存档备份，存于）（英文）
- 南非議會官方網站 （页面存档备份，存于）（英文）
- 南非憲法法院官方網站 （页面存档备份，存于）（英文）
- 南非最高上訴法院官方網站 （页面存档备份，存于）（英文）